# Oxypeltinae
De Oxypeltinae vormen een onderfamilie van kevers uit de familie van de boktorren (Cerambycidae).

## Geslachten
De Oxypeltinae omvatten de volgende geslachten:
- Cheloderus Gray, 1832
- Oxypeltus Blanchard in Gay, 1851